# Gibberulus
Gibberulus is een geslacht van weekdieren uit de klasse van de Gastropoda (slakken).

## Soort
- Gibberulus gibberulus (Linnaeus, 1758)